# اذینه

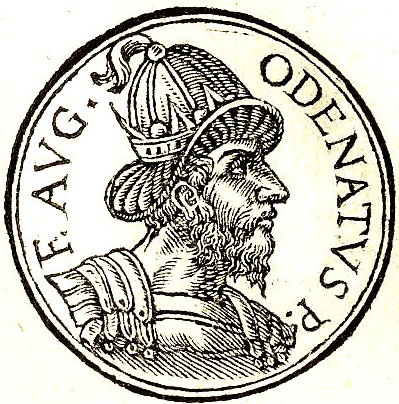
حکاکی خیالی چهره اذینه در کتاب «Promptuarii Iconum Insigniorum» اثر گویومه رویه. "

اُذَیْنه، یا اُدِناتوس، نواده سپتیموس اذینه بن حیران بود که در سال ۲۳۰ م. به مقام سناتوری روم رسید. پدرش حیران حاکم امارت تدمر بود. اما او خود به مقامی بالاتر از مقام پدران دست یافت و در سال ۲۵۸ م. توسط والرین به کنسولی انتخاب شد. وی هنگام فرمانروایی شاپور اول (سل‍ ۲۴۱–۲۷۳م) و بازگشت او از کاپادوکیه و سوریه ارتش شاپور را شکست داد.
زمانی که شاپور در لشکرکشی خود برضد رومیها در حال پیشروی به سوی غرب بود، اذینه که از قدیم با رومیان روابط دوستانه‌ای داشت، برای جلب نظر شاپور نامه‌ای همراه کاروانی از هدایای گران‌بها برای او فرستاد. اما شاپور سرمست از پیروزی با هیئت اعزامی اذینه به سردی رفتار کرد و هدایا را پس فرستاد، یا به آب فرات ریخت و خواست تا اذینه برای جسارتی که به خرج داده‌است، دست بسته به حضور بیاید
به گفته رومیان، «رفتار مغرورانهٔ شاپور» سبب شد تا اذینه در فصل مشترک حکومت‌های ایران و روم طرف رومی‌ها را گیرد و همواره حافظ منافع آنان باشد. اذینه که خود را تحقیر شده می‌دانست، در سال ۲۶۱م به هنگام بازگشت نیروهای ایرانی با جمع کثیری از سواران جنگی صحرانشین و با استفاده از موقعیت صحرای خشک بر آن‌ها تاخت و نه تنها بخشی از غنایم جنگی شاپور را به چنگ آورد، بلکه بعضی از افراد حرمسرای او را نیز به اسارت گرفت
اذینه به این دستبرد نیز اکتفا نکرد و با مساعد دیدن اوضاع دست به گسترش قدرت خود و تأسیس حکومتی مستقل در غرب آسیا زد. نیروهای فراری رومی به اطاعت ماکریان ــ که پس از اسارت والریانوس خود را امپراتور خوانده بود ــ درآمدند و او نیز به والریانوس، امپراتور اسیر، بیشتر از ایالات ازدست‌رفته توجه نشان نداد و رهسپار غرب شد. اذینه یک بار دیگر فرصت را غنیمت شمرد و به بهانهٔ گرفتن انتقام امپراتور اسیر، ظاهراً در سالهای ۲۶۶–۲۶۷م، در آستانهٔ مرگ، به میان‌رودان لشکر کشید و کرخه و نصیبین را تصرف کرد. او ساتراپ‌هایی را که به اسارت گرفته بود، نزد گالینوس، پسر والریانوس و جانشین رسمی او فرستاد و سپس با عبور از دجله متوجه تیسفون شد و حتی شاپور را به گریز واداشت؛ آن‌گاه تیسفون را محاصره کرد، اما چون ساتراپها از هر سو به یاری تیسفون شتافته بودند، موفق به تسخیر این شهر نشد.
اذینه دعوی شاهی کرد و قلمرو حکمرانی خود را به منطقهٔ میان‌رودان گسترش داد. گالینوس که این امیر عرب را تنها انتقام‌گیرندهٔ شکست رومیها می‌دید، به او لقب آوگوستوس داد. اذینه در حملهٔ دوم خود به قوا و قلمرو ایران، به سبب خیانتی که به او شد به دست برادر ناتنی وهب اللات، پسر همسرش، زنوبیا (بت زِبینه) از برادر اذینه کشته شد و همسرش، زنوبیه (یوستی، ۵۱۹) به اتفاق پسرش، وهب اللات تا ۲۷۲م که تدمر به دست آورلیانوس ویران شد، بر این شهر حکومت کرد
امکان این‌که در نمایش قدرت اذینه اغراق شده باشد، زیاد است. شاپور خود در سنگ‌نبشتهٔ معروفش در نقش رستم به اذینه اشاره‌ای نمی‌کند و شاید این سنگ‌نبشتهٔ شاپور در سال ۲۶۲م، پس از نبردهای او با رومیان و پیش از حملهٔ اذینه تهیه شده باشد
تاریخ‌نویسان یونانی و رومی که در حقیقت منابع اصلی تاریخ تدمر را تشکیل می‌دهند، دربارهٔ فتوحات اذینه اغراق کرده‌اند و به این ترتیب کوشیده‌اند شرم شکست والرین و اسارت او را به دست شاهپور با پیروزی‌ها و دلاوری‌های اذینه پاک کنند؛ مثلاً در شرح حمله اذینه به سپاه شاهپور می‌نویسند که وی به گنجینه و حرم شاهپور دست یافت. یا در حمله سال ۲۶۵ م. به تیسفون، یکی از مورخان می‌نویسد که شهر به دست او فتح شد. اما این خبر که در کتاب‌های متاخر شهرت یافته منحصر به فرد و ظاهراً جعلی است.
دربارهٔ اذینه در لغت‌نامه دهخدا چنین آمده‌است که: اذینه. [اُ ذَن َ] (اِخ) ابن سمیدع. نام یکی از ملوک عمالقه شوهر زنوبیا (یا زینب) و او در اواسط مائهٔ سوم حکمران تدمر بود؛ و با مدد رومیان دو بار بر سپاهیان شاپور ذوالأکتاف (درست آن شاپور یکم است نه شاپور ذوالاکتاف) غالب آمد و سپس به تحریک زن خویش زنوبیا به رومیان اعلان جنگ کرد و هم باز به تفتین زنوبیا بدست پسر یا خال او به قتل رسید. (از قاموس الأعلام ترکی).
هنگامی که اذینه برای بار دوم تیسفون را در محاصره داشت (سال ۲۶۵ م)، گوت‌ها از فرصت استفاده کرده درصدد تصرف آسیای صغیر برآمدند. اذینه ناچار از ادامه جنگ با ایران منصرف شده به سوی گوت‌ها شتافت. وی اندکی پس از جنگ با گوت‌ها در شهر حمص به دست یکی از نزدیکان خود کشته شد (سال ۷–۲۶۶ م).
اذینه سپاه سواره‌ای تشکیل داد و سواران و اسبان را با انواع لباس و زره پوشانید و در این کار از روش سپاهیان فارسی تقلید کرد. همچنین وی هنگامی که به اوج قدرت رسیده بود، به تقلید از شاهنشاهان ساسانی خود را شاهنشاه نامید.
پس از قتل اذینه پسرش وَهَب‌اللاّت که کودکی بیش نبود جانشین او شد و زمام امور به دست مادر کودک زَبَّاء یا زنوبیه افتاد.

## سالشمار
- حدود ۲۶۱ هنگامی که شاپور یکم پس از شکست رومیان و تاراج انطاکیه، پیروزمندانه به پایتخت بازمی‌گشت با اذینه درگیر جنگ سختی شد که اذینه توانست شکست سنگینی بر نظامیان ساسانی وارد کند و آنها را وادار به عقب نشینی کند.[۱۲]